# Cryptogemma timorensis
Cryptogemma timorensis é uma espécie de gastrópode do gênero Cryptogemma, pertencente a família Turridae.